# Publikation älterer praktischer und theoretischer Musikwerke
Publikation älterer praktischer und theoretischer Musikwerke (Abk. PGfM) ist eine umfangreiche Dokumentenreihe zur Musikgeschichte „vorzugsweise des 15. und 16. Jahrhunderts“ nebst einigen Abhandlungen. Sie wurde herausgegeben von der Gesellschaft für Musikforschung unter der redaktionellen Leitung von Robert Eitner. Sie erschien in 33 Jahrgängen von 1873 bis 1905 (= 29 Bände) in Berlin (Jahrgang I–VII) bzw. Leipzig (o. J.). Die Bände werden zum einen nach den Jahrgängen gezählt, zum anderen werden sie durchnummeriert.

## Inhaltsübersicht
(nach Bänden 1–29)
- 1.–3. Ein Hundert fünfzehn guter neuer Liedlein mit deutschem, lateinischem, französischem und italienischem Text zu 4, 5 und 6 Stimmen, gesetzt von den bedeutendsten Meistern des 15. und 16. Jahrhunderts wie ... : gesammelt und im Jahre 1544 zu Nürnberg mit 4 Stimmbüchern 1544, hrsg. von Hans Ott. Partitur mit Klavierauszug. Hundert und fünfftzehen guter newer Liedlein (1544)
- 4. Einleitung, Biographen, Melodien und Gedichte zu Hans Otts Liedersammlung von 1544.
- 5. Musikalische Spicilegien über das liturgische Drama, Orgelbau und Orgelspiel, das ausserliturgische Lied und die Instrumentalmusik des Mittelalters, von P. A. Schubiger. Lfg. II.
- 6. Josquin Desprez, Ausgewählte Kompositionen, 4-, 5-, u. 6-stimmige Messe (Missa L'Homme armé super voces musicales), Motetten, Psalmen und Chansons. Partitur mit Klavierauszug.
- 7. Johann Walter, Wittembergisch Geistlich Gesangbuch von 1524; 3, 4 u. 5 stimmig. Partitur.
- 8. Heinrich Finck, Ausgewählte Kompositionen, 4-, 5- u. 6-stimmige deutsche, geistliche und weltliche Lieder, Hymnen und Motetten nebst 6 Tonsätzen von Hermann Finck. Partitur mit Klavierauszug.
- 9. Erhart Oeglin, Liederbuch, 4 Stimmen (1512). Partitur.
- 10. Die Oper von ihren ersten Anfängen bis zur Mitte des 18. Jahrh. 1 Th.: Einleitung Caccini's Euridice; Gagliano's Dafne; und Monteverdi's Orfeo. Mit ausgesetztem Generalbass.
- 11. Sebastian Virdung, Musica getutscht und auszgezogen (1511)
- 12. Die Oper von ihren 1. Anfängen bis zur Mitte des 18. Jahrh. 2. Th. F. Cavallis Il Giasone (1649) und M. A. Cestis La Dori (1663).
- 13. Michael Praetorius, 2 Bd. (»De organographia«) von Syntagma musicum. Wolfenbüttel 1618.
- 14. Die Oper ... 3. Th. Jean-Baptiste de Lullys Armide und Alessandro Scarlattis La Rosaura. Mit ausgesetztem Generalbass.
- 15. Hans Leo Haßler, Lustgarten : eine Sammlung deutsche Lieder zu vier, fünf, sechs und acht Stimmen, nebst 11 Instrumentalsätzen
- 16. Glareanus, Dodekachordon. Deutsche Übersetzung. Partitur.
- 17. Die Oper ... 4. Th. Georg Caspar Schürmann, Ludovicus Pius oder Ludewig der Fromme. Partitur mit Klavierauszug.
- 18. Die Oper ... 5. Th. Reinhard Keiser, Der lächerliche Prinz Jodelet.
- 19. Jakob Regnart, Dreistimmige deutsche Lieder (Villanellen) nebst Leonhard Lechners 5 stimmiger Bearbeitung. Partitur.
- 20. Martin Agricola, Musica instrumentalis, deutsch 1. & 4. Ausg.
- 21. Johannes Eccard, Neue geistliche und weltliche Leider, 5 u. 4 stimmig. 1589.
- 22. Joachim a Burck, Deutsche geistliche 4-stimmige Lieder. 1575. Die Passion nach Johannes, 4 stimmig. 1568 und Die Passion nach dem 22. Psalm Davids (1574). Partitur nebst Klavierauszug.
- 23. 60 Chansons, 4-stimmig aus der ersten Hälfte des 16. Jahrh. von französischen u. niederländischen Meistern. Partitur.
- 24. Gallus Dreßler, Motetten, 4- u. 5-stimmig in Partitur mit Klavierauszug.
- 25. Gregor Langius, 24 Motetten, 4-, 5-, 6-, u. 8-stimmig. Partitur mit Klavierpartitur.
- 26. Orazio Vecchi, L'Amfiparnasso, eine Komödie von 1597 im fünfstimmigen Tonsatze durchcomponiert. Partitur.
- 27. Jean-Marie Leclair, 12 Sonaten für Violine und Generalbass nebst einem Trio für Violine, Violoncell u. Generalbass. 2. Buch der Sonaten (1732)
- 28. Martin Zeuner. 82 geistliche Kirchenlieder für fünf Stimmen.
- 29. Georg Forster, Der zweite Teil der kurtzweiligen guten frischen teutschen Liedlein zu singen fast lustig im mehrstimmigen Tonsatze in Partitur gebracht von Rob. Eitner